# Marius Lăcătuș
Marius Mihai Lăcătuș, también conocido occidentalmente como Nicolae Lacatus (Brașov, Rumanía, 5 de abril de 1964), es un exfutbolista rumano, hoy día entrenador de fútbol rumano.
Jugó como delantero para el Steaua de Bucarest la mayor parte de su carrera, siendo el capitán del equipo entre 1994 y 1999. También jugó en la AC Fiorentina, de Italia, y en el Real Oviedo, de España.
Lăcătuș fue un ídolo para la afición del Steaua de Bucarest, a la que le dio la gloria con la Copa de Campeones de Europa 1985-86. La hinchada lo adoraba por su calidad y viveza a la hora de jugar al fútbol, así como por su entrega durante los partidos. Fue apodado Fiara (la Bestia).

## Trayectoria

### Jugador
Lăcătuș jugó un total de 414 partidos en la Divizia A de Rumanía (hoy día la Liga I), anotando 103 goles; 21 partidos en la Serie A italiana, donde anotó 3 goles, y también 51 partidos en la liga española, anotando 7 goles. También jugó setenta y dos partidos en competiciones europeas, entre la Copa de Europa, Recopa de Europa y Copa de la UEFA, anotando dieciséis goles.
Fue el primer jugador en anotar un gol en la tanda de penaltis de la final de la Copa de Europa de 1986, copa que ganó el Steaua de Bucarest al FC Barcelona en el estadio Ramón Sánchez Pizjuán de Sevilla. Tras la Copa Mundial de Fútbol de 1990 jugada en Italia, Lăcătuș fue fichado por la AC Fiorentina, donde permaneció solo una temporada, habiendo llegado como crac después de su gran Mundial. Con Lazaroni en el banquillo, brilló en un Fiorentina-Parma en la Copa de Italia (1-0). Hizo 3 goles en la temporada 90-91, 2 contra el Atalanta de Bergamo (3-1) y 1 contra el Cesena (3-0). A final de la temporada, se fue sin cuajar un buen año y mostrando solo chispazos de calidad a los «hinchas viola». Fue vendido al Real Oviedo, en 1991, donde demostró toda su calidad y fue una estrella del equipo. Estuvo en la mejor etapa del Real Oviedo e incluso participó en 1991 de una Copa UEFA. En 1994 volvió al Steaua de Bucarest, donde jugó hasta 1999, antes de firmar por el FC Progresul București, donde jugó solo media temporada antes de retirarse.
Como jugador ganó el campeonato de liga rumana en diez ocasiones, la Copa de Rumanía otras siete veces, así como la Copa de Europa en 1986 y la Supercopa de Europa en 1987, con el Steaua.

### Entrenador
Tras retirarse del fútbol profesional en 2000, Marius Lăcătuș llegó a ser segundo entrenador del FC National Bucuresti, y en marzo de 2002 firmó con el FC Farul Constanta como primer entrenador. Fue asistente de Mihai Stoichiță en la selección nacional de Panamá en 2001. En verano de 2002, volvió al FC Brașov, el club de su ciudad natal, esta vez como entrenador. Pasada la primera mitad de la temporada 2003-04, dimitió y fichó por el Ceahlaul Piatra Neamt. También fue segundo entrenador de la selección de Rumanía durante un corto periodo de tiempo en 2003.
En 2005 fue nombrado presidente del Steaua de Bucarest; pero no estuvo mucho tiempo en el cargo, ya que, como él solía decir, le gusta más el terreno de juego que la oficina. En verano de 2006, firmó con el UT Arad. El 28 de octubre de 2007, se anunció su fichaje como entrenador de Steaua, sustituyendo a Massimo Pedrazzini, que continuaría como segundo técnico.
En la temporada 2009-2010, fue entrenador principal del SC Vaslui, ocupando al final de la temporada la tercera posición en la tabla. En el verano de 2010, presentó su dimisión y dijo que viviría durante unos años en España, con su familia. Sin embargo, después de que Ilie Dumitrescu renunció al puesto de entrenador del Steaua, Lăcătuș aceptó regresar al mando de su equipo favorito el 27 de septiembre de 2010. Debutó con un empate (3-3) en los grupos de la Europa League contra Napoli, el equipo italiano marcando el gol del empate en el séptimo minuto de prórroga.

## Selección nacional
Lăcătuș fue internacional absoluto en ochenta y cuatro ocasiones, anotando trece goles con la selección de fútbol de Rumania, y disputó con su país dos mundiales de fútbol: el de Italia 1990, donde es recordado por sus dos goles, que le dieron una histórica victoria a Rumania sobre la otrora poderosa URSS en fase de grupos. Y el Mundial de Francia 1998, donde jugó un partido de titular contra Túnez y contra Inglaterra como pieza de recambio. Antes jugó la Eurocopa 1996. Sumado a este palmarés, marcó el gol 700.º de la selección rumana en toda su historia.

### Participaciones en Copas del Mundo
| Mundial                        | Sede    | Resultado        | Partidos | Goles |
| ------------------------------ | ------- | ---------------- | -------- | ----- |
| Copa Mundial de Fútbol de 1990 | Italia  | Octavos de final | 4        | 2     |
| Copa Mundial de Fútbol de 1998 | Francia | Octavos de final | 2        | 0     |

### Participaciones en Eurocopas
| Eurocopa      | Sede       | Resultado     |
| ------------- | ---------- | ------------- |
| Eurocopa 1996 | Inglaterra | Primera ronda |

## Palmarés

### Club
Steaua Bucarest
- Divizia A: 1984-85, 1985-86, 1986-87, 1987-88, 1988-89, 1993-94, 1994-95, 1995-96, 1996-97, 1997-98
- Copa de Rumanía: 1984-85, 1986-87, 1988-89, 1995-96, 1996-97, 1998-99
- Supercopa de Rumanía: 1994, 1995, 1998
- Copa de Europa: 1985-86
- Supercopa de Europa: 1986